# Оцелік (Нью-Йорк)
Оцелік (англ. Otselic) — місто (англ. town) в США, в окрузі Ченанго штату Нью-Йорк. Населення — 859 осіб (2020).

## Демографія
Згідно з переписом 2010 року, у місті мешкали 1054 особи в 380 домогосподарствах у складі 270 родин. Було 489 помешкань
Расовий склад населення:
| - 97,5 % — білих - 0,8 % — азіатів - 0,3 % — корінних американців - 0,3 % — чорних або афроамериканців |

До двох чи більше рас належало 0,9 %. Частка іспаномовних становила 2,8 % від усіх жителів.
За віковим діапазоном населення розподілялося таким чином: 28,3 % — особи молодші 18 років, 59,1 % — особи у віці 18—64 років, 12,6 % — особи у віці 65 років та старші. Медіана віку мешканця становила 36,5 року. На 100 осіб жіночої статі у місті припадало 116,0 чоловіків;  на 100 жінок у віці від 18 років та старших — 109,4 чоловіків також старших 18 років.
Середній дохід на одне домашнє господарство  становив 66 013 долари США (медіана — 54 896), а середній дохід на одну сім'ю — 73 744 долари (медіана — 59 792). Медіана доходів становила 48 654 долари для чоловіків та 32 115 доларів для жінок. За межею бідності перебувало 13,0 % осіб, у тому числі 19,0 % дітей у віці до 18 років та 5,7 % осіб у віці 65 років та старших.
Цивільне працевлаштоване населення становило 440 осіб. Основні галузі зайнятості: освіта, охорона здоров'я та соціальна допомога — 38,9 %, виробництво — 15,9 %, публічна адміністрація — 7,5 %, будівництво — 7,5 %.